# Phase finale de la Ligue Europa 2017-2018
Pour un article plus général, voir Ligue Europa 2017-2018.
Navigation
Phase de groupes Finale
La phase finale de l'édition 2017-2018 de la Ligue Europa démarre le 15 février 2018 avec la phase aller des seizièmes de finale et se termine le 16 mai 2018 avec la finale au Groupama Stadium de Décines-Charpieu afin de décider du vainqueur de la compétition.
Un total de trente-deux équipes y prend part.
Jusqu'au 24 mars 2018 (huitièmes de finale), les horaires sont en CET (UTC+1), ils passent ensuite en CEST (UTC+2) pour les quarts de finale et au-delà.

## Calendrier
Tous les tirages au sort ont lieu au quartier général de l'UEFA à Nyon en Suisse.
| Phase                                                  | Tirage au sort                          | Date aller                              | Date retour                             | Équipes participantes |
| ------------------------------------------------------ | --------------------------------------- | --------------------------------------- | --------------------------------------- | --------------------- |
| Seizièmes de finale                                    | 11 décembre 2017                        | 15 février 2018                         | 22 février 2018                         | 32 (24 + 8)           |
| Huitièmes de finale                                    | 23 février 2018                         | 8 mars 2018                             | 15 mars 2018                            | 16                    |
| Quarts de finale                                       | 16 mars 2018                            | 5 avril 2018                            | 12 avril 2018                           | 8                     |
| Demi-finales                                           | 13 avril 2018                           | 26 avril 2018                           | 3 mai 2018                              | 4                     |
| Finale                                                 | mercredi 16 mai 2018 à Décines-Charpieu | mercredi 16 mai 2018 à Décines-Charpieu | mercredi 16 mai 2018 à Décines-Charpieu | 2                     |
| en italique : clubs repêchés de la Ligue des champions |                                         |                                         |                                         |                       |

Certains matchs peuvent également être joués le mardi ou le mercredi en cas de conflit organisationnel.

## Format
La phase finale concerne trente-deux équipes : vingt-quatre d'entre elles s'étant qualifiées en tant que 1ers ou 2es de chacun des douze groupes lors de la phase de groupes, et les huit autres étant les 3es des groupes de la Ligue des champions.
Lors de la phase finale, chaque confrontation, à l'exception de la finale, se joue sur deux matchs, chaque équipe jouant un match à domicile et à l'extérieur. L'équipe ayant marqué le plus de buts à l'agrégat avance à la phase suivante. Si les deux équipes sont à égalité, la règle des buts marqués à l'extérieur s'applique (l'équipe ayant marqué le plus de buts à l'extérieur sur les deux matchs est qualifiée). Si les buts marqués à l'extérieur ne permettent de départager les deux équipes, trente minutes de prolongations s'ensuivent. La règle des buts marqués à l'extérieur s'applique également lors de cette phase si d'autres buts sont marqués. Si aucun autre but n'est marqué durant les prolongations, le vainqueur est décidé aux tirs au but. Lors de la finale, qui n'est jouée que sur un seul match, si les deux équipes sont à égalité à l'issue du temps réglementaire, les prolongations sont jouées, suivies par les tirs au but si les deux équipes n'ont pu se départager.
La mécanique des tirages au sort pour chaque phase est la suivante :
- Lors du tirage au sort des seizièmes de finale, les douze 1ers des groupes et les meilleurs 3es de la phase de groupe de la Ligue des champions sont têtes de série, les douze 2es et les autres 3es de la Ligue des champions ne sont donc pas têtes de série. Les têtes de série sont opposées aux non-têtes de série, les têtes de série jouant forcément le match retour à l'extérieur. Les équipes du même groupe ou de la même associations ne peuvent être opposées lors de cette phase.
- Lors du tirage au sort des huitièmes de finale, il n'y a pas de tête de série, et les équipes du même groupe ou de la même association ne peuvent être opposées lors de cette phase.

Le 17 juillet 2014, le Panel d'urgence de l’UEFA décide que les clubs ukrainiens et russes ne peuvent être tirés ensemble « jusqu'à nouvel ordre » en raison de la situation politique entre les deux pays. De ce fait, les clubs ukrainiens et russes ne peuvent être opposés lors d'aucune phase, à l'exception de la finale.

## Équipes qualifiées
Spartak Moscou
 CSKA Moscou
 Lokomotiv Moscou
 Étoile rouge de Belgrade
 Partizan Belgrade
| Groupe | 1er de groupe - Tête de série | 2e de groupe - Non-tête de série |
| ------ | ----------------------------- | -------------------------------- |
| A      | Villarreal CF                 | FK Astana                        |
| B      | Dynamo Kiev                   | Partizan Belgrade                |
| C      | Sporting Braga                | Ludogorets Razgrad               |
| D      | AC Milan                      | AEK Athènes                      |
| E      | Atalanta Bergame              | Olympique lyonnais               |
| F      | Lokomotiv Moscou              | FC Copenhague                    |
| G      | Viktoria Plzeň                | Steaua Bucarest                  |
| H      | Arsenal FC                    | Étoile rouge de Belgrade         |
| I      | Red Bull Salzbourg            | Olympique de Marseille           |
| J      | Athletic Bilbao               | Östersunds FK                    |
| K      | Lazio Rome                    | OGC Nice                         |
| L      | Zénith Saint-Pétersbourg      | Real Sociedad                    |

Classement des troisièmes de poules en Ligue des champions.
 
Les quatre meilleurs repêchés de Ligue des champions sont têtes de série (en jaune foncé).
| Rang | Équipe                     | Pts | J | G | N | P | Bp | Bc | Diff |
| ---- | -------------------------- | --- | - | - | - | - | -- | -- | ---- |
| 1    | CSKA Moscou (Grp. A)       | 9   | 6 | 3 | 0 | 3 | 8  | 10 | -2   |
| 2    | Atlético Madrid (Grp. C)   | 7   | 6 | 1 | 4 | 1 | 5  | 4  | +1   |
| 3    | RB Leipzig (Grp. G)        | 7   | 6 | 2 | 1 | 3 | 10 | 11 | -1   |
| 4    | Sporting CP (Grp. D)       | 7   | 6 | 2 | 1 | 3 | 8  | 9  | -1   |
| 5    | SSC Naples (Grp. F)        | 6   | 6 | 2 | 0 | 4 | 11 | 11 | 0    |
| 6    | Spartak Moscou (Grp. E)    | 6   | 6 | 1 | 3 | 2 | 9  | 12 | -3   |
| 7    | Celtic Glasgow (Grp. B)    | 3   | 6 | 1 | 0 | 5 | 5  | 18 | -13  |
| 8    | Borussia Dortmund (Grp. H) | 2   | 6 | 0 | 2 | 4 | 7  | 13 | -6   |

Source : UEFA

Règles de classification : 1- Points ; 2- Différence de buts ; 3- Buts marqués ; 4- Buts marqués à l'extérieur ; 5- Victoires ; 6- Victoires à l'extérieur ; 7- Coefficient de club

## Seizièmes de finale
Le tirage au sort des seizièmes de finale prend place le 11 décembre 2017. Les matchs aller se jouent le 15 février et les matchs retour le 22 février 2018.
| Équipe                   | Aller | Total  | Retour | Équipe                   |
| ------------------------ | ----- | ------ | ------ | ------------------------ |
| Borussia Dortmund        | 3 - 2 | 4 - 3  | 1 - 1  | Atalanta Bergame         |
| OGC Nice                 | 2 - 3 | 2 - 4  | 0 - 1  | Lokomotiv Moscou         |
| FC Copenhague            | 1 - 4 | 1 - 5  | 0 - 1  | Atlético Madrid          |
| Spartak Moscou           | 1 - 3 | 3 - 4  | 2 - 1  | Athletic Bilbao          |
| AEK Athènes              | 1 - 1 | 1 - 1E | 0 - 0  | Dynamo Kiev              |
| Celtic Glasgow           | 1 - 0 | 1 - 3  | 0 - 3  | Zénith Saint-Pétersbourg |
| SSC Naples               | 1 - 3 | 3 - 3E | 2 - 0  | RB Leipzig               |
| Étoile rouge de Belgrade | 0 - 0 | 0 - 1  | 0 - 1  | CSKA Moscou              |
| Olympique lyonnais       | 3 - 1 | 4 - 1  | 1 - 0  | Villarreal CF            |
| Real Sociedad            | 2 - 2 | 3 - 4  | 1 - 2  | RB Salzbourg             |
| Partizan Belgrade        | 1 - 1 | 1 - 3  | 0 - 2  | Viktoria Plzeň           |
| Steaua Bucarest          | 1 - 0 | 2 - 5  | 1 - 5  | Lazio Rome               |
| Ludogorets Razgrad       | 0 - 3 | 0 - 4  | 0 - 1  | AC Milan                 |
| FK Astana                | 1 - 3 | 4 - 6  | 3 - 3  | Sporting CP              |
| Östersunds FK            | 0 - 3 | 2 - 4  | 2 - 1  | Arsenal FC               |
| Olympique de Marseille   | 3 - 0 | 3 - 1  | 0 - 1  | Sporting Braga           |

| 15 février 2018 | Borussia Dortmund                  | 3 - 2   | Atalanta Bergame | Signal Iduna Park, Dortmund                       |                                                   |
| 19h00 CET       | Schürrle 30e · Batshuayi 65e 90+1e | (1 - 0) | 51e 56e Iličić   | Spectateurs : 62 500 Arbitrage : Daniel Stefanski | Spectateurs : 62 500 Arbitrage : Daniel Stefanski |
| 19h00 CET       | Rapport                            |         |                  | Spectateurs : 62 500 Arbitrage : Daniel Stefanski | Spectateurs : 62 500 Arbitrage : Daniel Stefanski |

| 22 février 2018 | Atalanta Bergame | 1 - 1   | Borussia Dortmund | Stade Mappei, Reggio d'Émilie                      |                                                    |
| 21h05 CET       | Tolói 11e        | (1 - 0) | 83e Schmelzer     | Spectateurs : 17 492 Arbitrage : Jesús Gil Manzano | Spectateurs : 17 492 Arbitrage : Jesús Gil Manzano |
| 21h05 CET       | Rapport          |         |                   | Spectateurs : 17 492 Arbitrage : Jesús Gil Manzano | Spectateurs : 17 492 Arbitrage : Jesús Gil Manzano |

| 15 février 2018 | OGC Nice                | 2 - 3   | Lokomotiv Moscou             | Allianz Riviera, Nice                          |                                                |
| 19h00 CET       | Balotelli 4e 28e (pen.) | (2 - 1) | 45e (pen.) 69e 77e Fernandes | Spectateurs : 16 918 Arbitrage : István Kovács | Spectateurs : 16 918 Arbitrage : István Kovács |
| 19h00 CET       | Rapport                 |         |                              | Spectateurs : 16 918 Arbitrage : István Kovács | Spectateurs : 16 918 Arbitrage : István Kovács |

| 22 février 2018 | Lokomotiv Moscou | 1 - 0   | OGC Nice | Stade Lokomotiv, Moscou                         |                                                 |
| 17h00 CET       | Denisov 30e      | (1 - 0) |          | Spectateurs : 18 104 Arbitrage : Pavel Královec | Spectateurs : 18 104 Arbitrage : Pavel Královec |
| 17h00 CET       | Rapport          |         |          | Spectateurs : 18 104 Arbitrage : Pavel Královec | Spectateurs : 18 104 Arbitrage : Pavel Královec |

| 15 février 2018 | FC Copenhague | 1 - 4   | Atlético Madrid                                     | Parken Stadium, Copenhague                         |                                                    |
| 21h05 CET       | Fischer 15e   | (1 - 2) | 21e Saúl · 37e Gameiro · 71e Griezmann · 77e Vitolo | Spectateurs : 34 912 Arbitrage : Aliaksei Kulbakov | Spectateurs : 34 912 Arbitrage : Aliaksei Kulbakov |
| 21h05 CET       | Rapport       |         |                                                     | Spectateurs : 34 912 Arbitrage : Aliaksei Kulbakov | Spectateurs : 34 912 Arbitrage : Aliaksei Kulbakov |

| 22 février 2018 | Atlético Madrid | 1 - 0   | FC Copenhague | Estadio Metropolitano, Madrid                      |                                                    |
| 19h00 CET       | Gameiro 7e      | (1 - 0) |               | Spectateurs : 44 000 Arbitrage : Gediminas Mažeika | Spectateurs : 44 000 Arbitrage : Gediminas Mažeika |
| 19h00 CET       | Rapport         |         |               | Spectateurs : 44 000 Arbitrage : Gediminas Mažeika | Spectateurs : 44 000 Arbitrage : Gediminas Mažeika |

| 15 février 2018 | Spartak Moscou | 1 - 3   | Athletic Bilbao                      | Otkrytie Arena, Moscou                          |                                                 |
| 19h00 CET       | Adriano 60e    | (0 - 3) | 22e 39e Aduriz · 45+3e (csc) Kutepov | Spectateurs : 43 145 Arbitrage : Benoît Bastien | Spectateurs : 43 145 Arbitrage : Benoît Bastien |
| 19h00 CET       | Rapport        |         |                                      | Spectateurs : 43 145 Arbitrage : Benoît Bastien | Spectateurs : 43 145 Arbitrage : Benoît Bastien |

| 22 février 2018 | Athletic Bilbao | 1 - 2   | Spartak Moscou             | Stade San Mamés, Bilbao                         |                                                 |
| 21h05 CET       | Etxeita 57e     | (0 - 1) | 44e Adriano · 85e Megarejo | Spectateurs : 36 873 Arbitrage : Tobias Stieler | Spectateurs : 36 873 Arbitrage : Tobias Stieler |
| 21h05 CET       | Rapport         |         |                            | Spectateurs : 36 873 Arbitrage : Tobias Stieler | Spectateurs : 36 873 Arbitrage : Tobias Stieler |

| 15 février 2018 | AEK Athènes   | 1 - 1   | Dynamo Kiev    | Stade olympique, Athènes                                 |                                                          |
| 21h05 CET       | Ajdarević 80e | (0 - 1) | 19e Tshyhankov | Spectateurs : 30 518 Arbitrage : Carlos del Cerro Grande | Spectateurs : 30 518 Arbitrage : Carlos del Cerro Grande |
| 21h05 CET       | Rapport       |         |                | Spectateurs : 30 518 Arbitrage : Carlos del Cerro Grande | Spectateurs : 30 518 Arbitrage : Carlos del Cerro Grande |

| 22 février 2018 | Dynamo Kiev | 0 - 0   | AEK Athènes | Stade olympique, Kiev                      |                                            |
| 19h00 CET       |             | (0 - 0) |             | Spectateurs : 27 024 Arbitrage : Matej Jug | Spectateurs : 27 024 Arbitrage : Matej Jug |
| 19h00 CET       | Rapport     |         |             | Spectateurs : 27 024 Arbitrage : Matej Jug | Spectateurs : 27 024 Arbitrage : Matej Jug |

| 15 février 2018 | Celtic Glasgow | 1 - 0   | Zénith Saint-Pétersbourg | Celtic Park, Glasgow                           |                                                |
| 21h05 CET       | McGregor 78e   | (0 - 0) |                          | Spectateurs : 56 743 Arbitrage : Damir Skomina | Spectateurs : 56 743 Arbitrage : Damir Skomina |
| 21h05 CET       | Rapport        |         |                          | Spectateurs : 56 743 Arbitrage : Damir Skomina | Spectateurs : 56 743 Arbitrage : Damir Skomina |

| 22 février 2018 | Zénith Saint-Pétersbourg                | 3 - 0   | Celtic Glasgow | Stade Krestovski, Saint-Pétersbourg                  |                                                      |
| 19h00 CET       | Ivanović 8e · Kuzyaev 27e · Kokorin 61e | (2 - 0) |                | Spectateurs : 50 492 Arbitrage : Antonio Mateu Lahoz | Spectateurs : 50 492 Arbitrage : Antonio Mateu Lahoz |
| 19h00 CET       | Rapport                                 |         |                | Spectateurs : 50 492 Arbitrage : Antonio Mateu Lahoz | Spectateurs : 50 492 Arbitrage : Antonio Mateu Lahoz |

| 15 février 2018 | SSC Naples | 1 - 3   | RB Leipzig                   | Stade San Paolo, Naples                            |                                                    |
| 21h05 CET       | Ounas 52e  | (0 - 0) | 61e 90+3e Werner · 74e Bruma | Spectateurs : 14 554 Arbitrage : Artur Soares Dias | Spectateurs : 14 554 Arbitrage : Artur Soares Dias |
| 21h05 CET       | Rapport    |         |                              | Spectateurs : 14 554 Arbitrage : Artur Soares Dias | Spectateurs : 14 554 Arbitrage : Artur Soares Dias |

| 22 février 2018 | RB Leipzig | 0 - 2   | SSC Naples                  | Red Bull Arena, Leipzig                         |                                                 |
| 19h00 CET       |            | (0 - 1) | 33e Zieliński · 86e Insigne | Spectateurs : 36 163 Arbitrage : Anthony Taylor | Spectateurs : 36 163 Arbitrage : Anthony Taylor |
| 19h00 CET       | Rapport    |         |                             | Spectateurs : 36 163 Arbitrage : Anthony Taylor | Spectateurs : 36 163 Arbitrage : Anthony Taylor |

| 13 février 2018 | Étoile rouge de Belgrade | 0 - 0   | CSKA Moscou | Stade Rajko Mitić, Belgrade                       |                                                   |
| 18h00 CET       |                          | (0 - 0) |             | Spectateurs : 35 642 Arbitrage : Paweł Raczkowski | Spectateurs : 35 642 Arbitrage : Paweł Raczkowski |
| 18h00 CET       | Rapport                  |         |             | Spectateurs : 35 642 Arbitrage : Paweł Raczkowski | Spectateurs : 35 642 Arbitrage : Paweł Raczkowski |

| 21 février 2018 | CSKA Moscou   | 1 - 0   | Étoile rouge de Belgrade | VEB Arena, Moscou                            |                                              |
| 18h00 CET       | Dzagoev 45+1e | (1 - 0) |                          | Spectateurs : 19 000 Arbitrage : Jorge Sousa | Spectateurs : 19 000 Arbitrage : Jorge Sousa |
| 18h00 CET       | Rapport       |         |                          | Spectateurs : 19 000 Arbitrage : Jorge Sousa | Spectateurs : 19 000 Arbitrage : Jorge Sousa |

| 15 février 2018 | Olympique lyonnais                   | 3 - 1   | Villarreal CF | Groupama Stadium, Décines-Charpieu             |                                                |
| 21h05 CET       | Ndombele 46e · Fekir 49e · Depay 82e | (0 - 0) | 63e Fornals   | Spectateurs : 46 846 Arbitrage : Viktor Kassai | Spectateurs : 46 846 Arbitrage : Viktor Kassai |
| 21h05 CET       | Rapport                              |         |               | Spectateurs : 46 846 Arbitrage : Viktor Kassai | Spectateurs : 46 846 Arbitrage : Viktor Kassai |

| 22 février 2018 | Villarreal CF | 0 - 1   | Olympique lyonnais | Stade de la Cerámica, Vila-real             |                                             |
| 19h00 CET       |               | (0 - 0) | 85e Traoré         | Spectateurs : 17 028 Arbitrage : Luca Banti | Spectateurs : 17 028 Arbitrage : Luca Banti |
| 19h00 CET       | Rapport       |         |                    | Spectateurs : 17 028 Arbitrage : Luca Banti | Spectateurs : 17 028 Arbitrage : Luca Banti |

| 15 février 2018 | Real Sociedad               | 2 - 2   | RB Salzbourg                         | Stade d'Anoeta, Saint-Sébastien               |                                               |
| 19h00 CET       | Odriozola 57e · Januzaj 80e | (0 - 1) | 27e (csc) Oyarzabal · 90+4e Minamino | Spectateurs : 19 790 Arbitrage : Bobby Madden | Spectateurs : 19 790 Arbitrage : Bobby Madden |
| 19h00 CET       | Rapport                     |         |                                      | Spectateurs : 19 790 Arbitrage : Bobby Madden | Spectateurs : 19 790 Arbitrage : Bobby Madden |

| 22 février 2018 | RB Salzbourg                    | 2 - 1   | Real Sociedad | Red Bull Arena, Salzbourg                       |                                                 |
| 21h05 CET       | Dabour 10e · Berisha 74e (pen.) | (1 - 1) | 28e Navas     | Spectateurs : 13 912 Arbitrage : Sergei Karasev | Spectateurs : 13 912 Arbitrage : Sergei Karasev |
| 21h05 CET       | Rapport                         |         |               | Spectateurs : 13 912 Arbitrage : Sergei Karasev | Spectateurs : 13 912 Arbitrage : Sergei Karasev |

| 15 février 2018 | Partizan Belgrade | 1 - 1   | Viktoria Plzeň | Stade du Partizan, Belgrade                              |                                                          |
| 21h05 CET       | Tawamba 58e       | (0 - 0) | 81e Řezník     | Spectateurs : 17 165 Arbitrage : Anastasios Sidiropoulos | Spectateurs : 17 165 Arbitrage : Anastasios Sidiropoulos |
| 21h05 CET       | Rapport           |         |                | Spectateurs : 17 165 Arbitrage : Anastasios Sidiropoulos | Spectateurs : 17 165 Arbitrage : Anastasios Sidiropoulos |

| 22 février 2018 | Viktoria Plzeň              | 2 - 0   | Partizan Belgrade | Doosan Arena, Plzeň                           |                                               |
| 19h00 CET       | Krmenčík 67e · Čermák 90+4e | (0 - 0) |                   | Spectateurs : 10 185 Arbitrage : Jakob Kehlet | Spectateurs : 10 185 Arbitrage : Jakob Kehlet |
| 19h00 CET       | Rapport                     |         |                   | Spectateurs : 10 185 Arbitrage : Jakob Kehlet | Spectateurs : 10 185 Arbitrage : Jakob Kehlet |

| 15 février 2018 | Steaua Bucarest | 1 - 0   | Lazio Rome | Arena Națională, Bucarest                      |                                                |
| 21h05 CET       | Gnohéré 29e     | (1 - 0) |            | Spectateurs : 33 455 Arbitrage : Deniz Aytekin | Spectateurs : 33 455 Arbitrage : Deniz Aytekin |
| 21h05 CET       | Rapport         |         |            | Spectateurs : 33 455 Arbitrage : Deniz Aytekin | Spectateurs : 33 455 Arbitrage : Deniz Aytekin |

| 22 février 2018 | Lazio Rome                                      | 5 - 1   | Steaua Bucarest | Stadio Olimpico, Rome                          |                                                |
| 19h00 CET       | Immobile 7e 42e 71e · Bastos 35e · Anderson 51e | (3 - 0) | 82e Gnohéré     | Spectateurs : 27 597 Arbitrage : Slavko Vinčić | Spectateurs : 27 597 Arbitrage : Slavko Vinčić |
| 19h00 CET       | Rapport                                         |         |                 | Spectateurs : 27 597 Arbitrage : Slavko Vinčić | Spectateurs : 27 597 Arbitrage : Slavko Vinčić |

| 15 février 2018 | Ludogorets Razgrad | 0 - 3   | AC Milan                                          | Ludogorets Arena, Razgrad                     |                                               |
| 19h00 CET       |                    | (0 - 1) | 45e Cutrone · 64e (pen.) Rodríguez · 90+2e Borini | Spectateurs : 7 887 Arbitrage : Milorad Mažić | Spectateurs : 7 887 Arbitrage : Milorad Mažić |
| 19h00 CET       | Rapport            |         |                                                   | Spectateurs : 7 887 Arbitrage : Milorad Mažić | Spectateurs : 7 887 Arbitrage : Milorad Mažić |

| 22 février 2018 | AC Milan   | 1 - 0   | Ludogorets Razgrad | Stade San Siro, Milan                                     |                                                           |
| 21h05 CET       | Borini 21e | (1 - 0) |                    | Spectateurs : 17 453 Arbitrage : Alberto Undiano Mallenco | Spectateurs : 17 453 Arbitrage : Alberto Undiano Mallenco |
| 21h05 CET       | Rapport    |         |                    | Spectateurs : 17 453 Arbitrage : Alberto Undiano Mallenco | Spectateurs : 17 453 Arbitrage : Alberto Undiano Mallenco |

| 15 février 2018 | FK Astana  | 1 - 3   | Sporting CP                                      | Astana Arena, Astana                          |                                               |
| 17h00 CET       | Tomasov 7e | (1 - 0) | 48e (pen.) Fernandes · 50e Martins · 56e Doumbia | Spectateurs : 29 737 Arbitrage : Ruddy Buquet | Spectateurs : 29 737 Arbitrage : Ruddy Buquet |
| 17h00 CET       | Rapport    |         |                                                  | Spectateurs : 29 737 Arbitrage : Ruddy Buquet | Spectateurs : 29 737 Arbitrage : Ruddy Buquet |

| 22 février 2018 | Sporting CP                 | 3 - 3   | FK Astana                                | Estádio José Alvalade XXI, Lisbonne           |                                               |
| 19h00 CET       | Dost 3e · Fernandes 53e 63e | (1 - 1) | 37e Tomasov · 80e Twumasi · 90+4e Shomko | Spectateurs : 30 456 Arbitrage : Tamás Bognár | Spectateurs : 30 456 Arbitrage : Tamás Bognár |
| 19h00 CET       | Rapport                     |         |                                          | Spectateurs : 30 456 Arbitrage : Tamás Bognár | Spectateurs : 30 456 Arbitrage : Tamás Bognár |

| 15 février 2018 | Östersunds FK | 0 - 3   | Arsenal FC                                          | Jämtkraft Arena, Östersund                               |                                                          |
| 19h00 CET       |               | (0 - 2) | 13e Monreal · 24e (csc) Papagiannopoulos · 58e Özil | Spectateurs : 7 665 Arbitrage : David Fernández Borbalán | Spectateurs : 7 665 Arbitrage : David Fernández Borbalán |
| 19h00 CET       | Rapport       |         |                                                     | Spectateurs : 7 665 Arbitrage : David Fernández Borbalán | Spectateurs : 7 665 Arbitrage : David Fernández Borbalán |

| 22 février 2018 | Arsenal FC    | 1 - 2   | Östersunds FK        | Emirates Stadium, Londres                      |                                                |
| 21h05 CET       | Kolašinac 47e | (0 - 2) | 22e Aiesh · 23e Sema | Spectateurs : 58 405 Arbitrage : Ivan Kružliak | Spectateurs : 58 405 Arbitrage : Ivan Kružliak |
| 21h05 CET       | Rapport       |         |                      | Spectateurs : 58 405 Arbitrage : Ivan Kružliak | Spectateurs : 58 405 Arbitrage : Ivan Kružliak |

| 15 février 2018 | Olympique de Marseille       | 3 - 0   | Sporting Braga | Stade Vélodrome, Marseille                        |                                                   |
| 19h00 CET       | Germain 4e 69e · Thauvin 74e | (1 - 0) |                | Spectateurs : 21 731 Arbitrage : Serdar Gözübüyük | Spectateurs : 21 731 Arbitrage : Serdar Gözübüyük |
| 19h00 CET       | Rapport                      |         |                | Spectateurs : 21 731 Arbitrage : Serdar Gözübüyük | Spectateurs : 21 731 Arbitrage : Serdar Gözübüyük |

| 22 février 2018 | Sporting Braga | 1 - 0   | Olympique de Marseille | Estádio Municipal, Braga                           |                                                    |
| 21h05 CET       | Horta 31e      | (1 - 0) |                        | Spectateurs : 10 495 Arbitrage : Svein Oddvar Moen | Spectateurs : 10 495 Arbitrage : Svein Oddvar Moen |
| 21h05 CET       | Rapport        |         |                        | Spectateurs : 10 495 Arbitrage : Svein Oddvar Moen | Spectateurs : 10 495 Arbitrage : Svein Oddvar Moen |

## Tableau final
|  | Huitièmes de finale      | Huitièmes de finale      | Huitièmes de finale    | Huitièmes de finale    |                                |                                | Quarts de finale | Quarts de finale | Quarts de finale | Quarts de finale |  |  | Demi-finales | Demi-finales | Demi-finales | Demi-finales |  |  | Finale                                           | Finale | Finale | Finale |
|  |                          |                          |                        |                        |                                |                                |                  |                  |                  |                  |  |  |              |              |              |              |  |  |                                                  |        |        |        |
|  |                          |                          |                        |                        |                                |                                |                  |                  |                  |                  |  |  |              |              |              |              |  |  | 16 mai 2018 - Groupama Stadium, Décines-Charpieu |        |        |        |
|  | RB Leipzig               | RB Leipzig               | 2                      | 1                      |                                |                                |                  |                  |                  |                  |  |  |              |              |              |              |  |  |                                                  |        |        |        |
|  | RB Leipzig               | RB Leipzig               | 2                      | 1                      |                                |                                |                  |                  |                  |                  |  |  |              |              |              |              |  |  |                                                  |        |        |        |
|  | Zénith Saint-Pétersbourg | Zénith Saint-Pétersbourg | 1                      | 1                      |                                |                                |                  |                  |                  |                  |  |  |              |              |              |              |  |  |                                                  |        |        |        |
|  | Zénith Saint-Pétersbourg | Zénith Saint-Pétersbourg | 1                      | 1                      | RB Leipzig                     | RB Leipzig                     | 1                | 2                |                  |                  |  |  |              |              |              |              |  |  |                                                  |        |        |        |
|  |                          |                          |                        |                        | RB Leipzig                     | RB Leipzig                     | 1                | 2                |                  |                  |  |  |              |              |              |              |  |  |                                                  |        |        |        |
|  |                          |                          | Olympique de Marseille | Olympique de Marseille | 0                              | 5                              |                  |                  |                  |                  |  |  |              |              |              |              |  |  |                                                  |        |        |        |
|  | Olympique de Marseille   | Olympique de Marseille   | Olympique de Marseille | Olympique de Marseille | 0                              | 5                              | 3                | 2                |                  |                  |  |  |              |              |              |              |  |  |                                                  |        |        |        |
|  | Olympique de Marseille   | Olympique de Marseille   |                        |                        |                                |                                |                  | 2                |                  |                  |  |  |              |              |              |              |  |  |                                                  |        |        |        |
|  | Athletic Bilbao          | Athletic Bilbao          | 1                      | 1                      |                                |                                |                  |                  |                  |                  |  |  |              |              |              |              |  |  |                                                  |        |        |        |
|  | Athletic Bilbao          | Athletic Bilbao          | 1                      | 1                      | Olympique de Marseille (a. p.) | Olympique de Marseille (a. p.) | 2                | 1                |                  |                  |  |  |              |              |              |              |  |  |                                                  |        |        |        |
|  |                          |                          |                        |                        | Olympique de Marseille (a. p.) | Olympique de Marseille (a. p.) | 2                | 1                |                  |                  |  |  |              |              |              |              |  |  |                                                  |        |        |        |
|  |                          |                          | RB Salzbourg           | RB Salzbourg           | 0                              | 2                              |                  |                  |                  |                  |  |  |              |              |              |              |  |  |                                                  |        |        |        |
|  | Lazio Rome               | Lazio Rome               | RB Salzbourg           | RB Salzbourg           | 0                              | 2                              | 2                | 2                |                  |                  |  |  |              |              |              |              |  |  |                                                  |        |        |        |
|  | Lazio Rome               | Lazio Rome               |                        |                        |                                |                                |                  | 2                |                  |                  |  |  |              |              |              |              |  |  |                                                  |        |        |        |
|  | Dynamo Kiev              | Dynamo Kiev              | 2                      | 0                      |                                |                                |                  |                  |                  |                  |  |  |              |              |              |              |  |  |                                                  |        |        |        |
|  | Dynamo Kiev              | Dynamo Kiev              | 2                      | 0                      | Lazio Rome                     | Lazio Rome                     | 4                | 1                |                  |                  |  |  |              |              |              |              |  |  |                                                  |        |        |        |
|  |                          |                          |                        |                        | Lazio Rome                     | Lazio Rome                     | 4                | 1                |                  |                  |  |  |              |              |              |              |  |  |                                                  |        |        |        |
|  |                          |                          | RB Salzbourg           | RB Salzbourg           | 2                              | 4                              |                  |                  |                  |                  |  |  |              |              |              |              |  |  |                                                  |        |        |        |
|  | Borussia Dortmund        | Borussia Dortmund        | RB Salzbourg           | RB Salzbourg           | 2                              | 4                              | 1                | 0                |                  |                  |  |  |              |              |              |              |  |  |                                                  |        |        |        |
|  | Borussia Dortmund        | Borussia Dortmund        |                        |                        |                                |                                |                  | 0                |                  |                  |  |  |              |              |              |              |  |  |                                                  |        |        |        |
|  | RB Salzbourg             | RB Salzbourg             | 2                      | 0                      |                                |                                |                  |                  |                  |                  |  |  |              |              |              |              |  |  |                                                  |        |        |        |
|  | RB Salzbourg             | RB Salzbourg             | 2                      | 0                      | Olympique de Marseille         | Olympique de Marseille         | 0                | 0                |                  |                  |  |  |              |              |              |              |  |  |                                                  |        |        |        |
|  |                          |                          |                        |                        | Olympique de Marseille         | Olympique de Marseille         | 0                | 0                |                  |                  |  |  |              |              |              |              |  |  |                                                  |        |        |        |
|  |                          |                          | Atlético Madrid        | Atlético Madrid        | 3                              | 3                              |                  |                  |                  |                  |  |  |              |              |              |              |  |  |                                                  |        |        |        |
|  | AC Milan                 | AC Milan                 | Atlético Madrid        | Atlético Madrid        | 3                              | 3                              | 0                | 1                |                  |                  |  |  |              |              |              |              |  |  |                                                  |        |        |        |
|  | AC Milan                 | AC Milan                 |                        |                        |                                |                                |                  | 1                |                  |                  |  |  |              |              |              |              |  |  |                                                  |        |        |        |
|  | Arsenal FC               | Arsenal FC               | 2                      | 3                      |                                |                                |                  |                  |                  |                  |  |  |              |              |              |              |  |  |                                                  |        |        |        |
|  | Arsenal FC               | Arsenal FC               | 2                      | 3                      | Arsenal FC                     | Arsenal FC                     | 4                | 2                |                  |                  |  |  |              |              |              |              |  |  |                                                  |        |        |        |
|  |                          |                          |                        |                        | Arsenal FC                     | Arsenal FC                     | 4                | 2                |                  |                  |  |  |              |              |              |              |  |  |                                                  |        |        |        |
|  |                          |                          | CSKA Moscou            | CSKA Moscou            | 1                              | 2                              |                  |                  |                  |                  |  |  |              |              |              |              |  |  |                                                  |        |        |        |
|  | Olympique lyonnais       | Olympique lyonnais       | CSKA Moscou            | CSKA Moscou            | 1                              | 2                              | 1                | 2                |                  |                  |  |  |              |              |              |              |  |  |                                                  |        |        |        |
|  | Olympique lyonnais       | Olympique lyonnais       |                        |                        |                                |                                |                  | 2                |                  |                  |  |  |              |              |              |              |  |  |                                                  |        |        |        |
|  | CSKA Moscou              | CSKA Moscou              | 0                      | 3                      |                                |                                |                  |                  |                  |                  |  |  |              |              |              |              |  |  |                                                  |        |        |        |
|  | CSKA Moscou              | CSKA Moscou              | 0                      | 3                      | Arsenal FC                     | Arsenal FC                     | 1                | 0                |                  |                  |  |  |              |              |              |              |  |  |                                                  |        |        |        |
|  |                          |                          |                        |                        | Arsenal FC                     | Arsenal FC                     | 1                | 0                |                  |                  |  |  |              |              |              |              |  |  |                                                  |        |        |        |
|  |                          |                          | Atlético Madrid        | Atlético Madrid        | 1                              | 1                              |                  |                  |                  |                  |  |  |              |              |              |              |  |  |                                                  |        |        |        |
|  | Atlético Madrid          | Atlético Madrid          | Atlético Madrid        | Atlético Madrid        | 1                              | 1                              | 3                | 5                |                  |                  |  |  |              |              |              |              |  |  |                                                  |        |        |        |
|  | Atlético Madrid          | Atlético Madrid          |                        |                        |                                |                                |                  | 5                |                  |                  |  |  |              |              |              |              |  |  |                                                  |        |        |        |
|  | Lokomotiv Moscou         | Lokomotiv Moscou         | 0                      | 1                      |                                |                                |                  |                  |                  |                  |  |  |              |              |              |              |  |  |                                                  |        |        |        |
|  | Lokomotiv Moscou         | Lokomotiv Moscou         | 0                      | 1                      | Atlético Madrid                | Atlético Madrid                | 2                | 0                |                  |                  |  |  |              |              |              |              |  |  |                                                  |        |        |        |
|  |                          |                          |                        |                        | Atlético Madrid                | Atlético Madrid                | 2                | 0                |                  |                  |  |  |              |              |              |              |  |  |                                                  |        |        |        |
|  |                          |                          | Sporting CP            | Sporting CP            | 0                              | 1                              |                  |                  |                  |                  |  |  |              |              |              |              |  |  |                                                  |        |        |        |
|  | Sporting CP (a. p.)      | Sporting CP (a. p.)      | Sporting CP            | Sporting CP            | 0                              | 1                              | 2                | 1                |                  |                  |  |  |              |              |              |              |  |  |                                                  |        |        |        |
|  | Sporting CP (a. p.)      | Sporting CP (a. p.)      |                        |                        |                                |                                |                  | 1                |                  |                  |  |  |              |              |              |              |  |  |                                                  |        |        |        |
|  | Viktoria Plzeň           | Viktoria Plzeň           | 0                      | 2                      |                                |                                |                  |                  |                  |                  |  |  |              |              |              |              |  |  |                                                  |        |        |        |
|  | Viktoria Plzeň           | Viktoria Plzeň           | 0                      | 2                      |                                |                                |                  |                  |                  |                  |  |  |              |              |              |              |  |  |                                                  |        |        |        |
|  |                          |                          |                        |                        |                                |                                |                  |                  |                  |                  |  |  |              |              |              |              |  |  |                                                  |        |        |        |

## Huitièmes de finale
Le tirage au sort des huitièmes de finale s'est déroulé le 23 février 2018 à 13h00 CET à la Maison du football européen (Nyon, Suisse). Les matchs aller se jouent le 8 mars et les matchs retour le 15 mars 2018.
| Équipe                 | Aller | Total  | Retour   | Équipe                   |
| ---------------------- | ----- | ------ | -------- | ------------------------ |
| Lazio Rome             | 2 - 2 | 4 - 2  | 2 - 0    | Dynamo Kiev              |
| RB Leipzig             | 2 - 1 | 3 - 2  | 1 - 1    | Zénith Saint-Pétersbourg |
| Atlético Madrid        | 3 - 0 | 8 - 1  | 5 - 1    | Lokomotiv Moscou         |
| CSKA Moscou            | 0 - 1 | 3E - 3 | 3 - 2    | Olympique lyonnais       |
| Olympique de Marseille | 3 - 1 | 5 - 2  | 2 - 1    | Athletic Bilbao          |
| Sporting CP            | 2 - 0 | 3 - 2  | 1 - 2 ap | Viktoria Plzeň           |
| Borussia Dortmund      | 1 - 2 | 2 - 4  | 1 - 2    | RB Salzbourg             |
| AC Milan               | 0 - 2 | 1 - 5  | 1 - 3    | Arsenal FC               |

| 8 mars 2018 | Lazio Rome                  | 2 - 2   | Dynamo Kiev                | Stadio Olimpico, Rome                          |                                                |
| 21h05 CET   | Immobile 54e · Anderson 62e | (0 - 0) | 52e Tsyhankov · 79e Moraes | Spectateurs : 25 000 Arbitrage : Ivan Kružliak | Spectateurs : 25 000 Arbitrage : Ivan Kružliak |
| 21h05 CET   | Rapport                     |         |                            | Spectateurs : 25 000 Arbitrage : Ivan Kružliak | Spectateurs : 25 000 Arbitrage : Ivan Kružliak |

| 15 mars 2018 | Dynamo Kiev | 0 - 2   | Lazio Rome              | Stade olympique, Kiev                              |                                                    |
| 19h00 CET    |             | (0 - 1) | 23e Leiva · 83e de Vrij | Spectateurs : 52 639 Arbitrage : Jesús Gil Manzano | Spectateurs : 52 639 Arbitrage : Jesús Gil Manzano |
| 19h00 CET    | Rapport     |         |                         | Spectateurs : 52 639 Arbitrage : Jesús Gil Manzano | Spectateurs : 52 639 Arbitrage : Jesús Gil Manzano |

| 8 mars 2018 | RB Leipzig             | 2 - 1   | Zénith Saint-Pétersbourg | Red Bull Arena, Leipzig                         |                                                 |
| 21h05 CET   | Bruma 56e · Werner 77e | (0 - 0) | 86e Criscito             | Spectateurs : 19 877 Arbitrage : Ovidiu Hațegan | Spectateurs : 19 877 Arbitrage : Ovidiu Hațegan |
| 21h05 CET   | Rapport                |         |                          | Spectateurs : 19 877 Arbitrage : Ovidiu Hațegan | Spectateurs : 19 877 Arbitrage : Ovidiu Hațegan |

| 15 mars 2018 | Zénith Saint-Pétersbourg | 1 - 1   | RB Leipzig   | Stade Krestovski, Saint-Pétersbourg             |                                                 |
| 19h00 CET    | Driussi 45+1e            | (1 - 1) | 22e Augustin | Spectateurs : 44 062 Arbitrage : Daniele Orsato | Spectateurs : 44 062 Arbitrage : Daniele Orsato |
| 19h00 CET    | Rapport                  |         |              | Spectateurs : 44 062 Arbitrage : Daniele Orsato | Spectateurs : 44 062 Arbitrage : Daniele Orsato |

| 8 mars 2018 | Atlético Madrid                   | 3 - 0   | Lokomotiv Moscou | Estadio Metropolitano, Madrid                 |                                               |
| 19h00 CET   | Ñíguez 22e · Costa 47e · Koke 90e | (1 - 0) |                  | Spectateurs : 40 767 Arbitrage : Jakob Kehlet | Spectateurs : 40 767 Arbitrage : Jakob Kehlet |
| 19h00 CET   | Rapport                           |         |                  | Spectateurs : 40 767 Arbitrage : Jakob Kehlet | Spectateurs : 40 767 Arbitrage : Jakob Kehlet |

| 15 mars 2018 | Lokomotiv Moscou | 1 - 5   | Atlético Madrid                                                 | Stade Lokomotiv, Moscou                            |                                                    |
| 17h00 CET    | Rybus 20e        | (1 - 1) | 16e Correa · 47e Ñíguez · 65e (pen.) 70e Torres · 85e Griezmann | Spectateurs : 22 000 Arbitrage : Artur Soares Dias | Spectateurs : 22 000 Arbitrage : Artur Soares Dias |
| 17h00 CET    | Rapport          |         |                                                                 | Spectateurs : 22 000 Arbitrage : Artur Soares Dias | Spectateurs : 22 000 Arbitrage : Artur Soares Dias |

| 8 mars 2018 | CSKA Moscou | 0 - 1   | Olympique lyonnais | VEB Arena, Moscou                                    |                                                      |
| 19h00 CET   |             | (0 - 0) | 68e Marcelo        | Spectateurs : 13 990 Arbitrage : Antonio Mateu Lahoz | Spectateurs : 13 990 Arbitrage : Antonio Mateu Lahoz |
| 19h00 CET   | Rapport     |         |                    | Spectateurs : 13 990 Arbitrage : Antonio Mateu Lahoz | Spectateurs : 13 990 Arbitrage : Antonio Mateu Lahoz |

| 15 mars 2018 | Olympique lyonnais    | 2 - 3   | CSKA Moscou                            | Groupama Stadium, Décines-Charpieu            |                                               |
| 21h05 CET    | Cornet 58e · Díaz 71e | (0 - 1) | 39e Golovin · 60e Musa · 65e Wernbloom | Spectateurs : 38 622 Arbitrage : Bobby Madden | Spectateurs : 38 622 Arbitrage : Bobby Madden |
| 21h05 CET    | Rapport               |         |                                        | Spectateurs : 38 622 Arbitrage : Bobby Madden | Spectateurs : 38 622 Arbitrage : Bobby Madden |

| 8 mars 2018 | Olympique de Marseille      | 3 - 1   | Athletic Bilbao     | Stade Vélodrome, Marseille                   |                                              |
| 21h05 CET   | Ocampos 1re 58e · Payet 14e | (2 - 1) | 45+3e (pen.) Aduriz | Spectateurs : 37 657 Arbitrage : Jorge Sousa | Spectateurs : 37 657 Arbitrage : Jorge Sousa |
| 21h05 CET   | Rapport                     |         |                     | Spectateurs : 37 657 Arbitrage : Jorge Sousa | Spectateurs : 37 657 Arbitrage : Jorge Sousa |

| 15 mars 2018 | Athletic Bilbao | 1 - 2   | Olympique de Marseille         | Stade San Mamés, Bilbao                         |                                                 |
| 19h00 CET    | Williams 74e    | (0 - 1) | 38e (pen.) Payet · 52e Ocampos | Spectateurs : 40 586 Arbitrage : Anthony Taylor | Spectateurs : 40 586 Arbitrage : Anthony Taylor |
| 19h00 CET    | Rapport         |         |                                | Spectateurs : 40 586 Arbitrage : Anthony Taylor | Spectateurs : 40 586 Arbitrage : Anthony Taylor |

| 8 mars 2018 | Sporting CP       | 2 - 0   | Viktoria Plzeň | Estádio José Alvalade XXI, Lisbonne               |                                                   |
| 21h05 CET   | Montero 45+1e 49e | (1 - 0) |                | Spectateurs : 26 090 Arbitrage : Aleksei Kulbakov | Spectateurs : 26 090 Arbitrage : Aleksei Kulbakov |
| 21h05 CET   | Rapport           |         |                | Spectateurs : 26 090 Arbitrage : Aleksei Kulbakov | Spectateurs : 26 090 Arbitrage : Aleksei Kulbakov |

| 15 mars 2018 | Viktoria Plzeň | 2 - 1 ap | Sporting CP    | Doosan Arena, Plzeň                            |                                                |
| 19h00 CET    | Bakoš 6e 65e   | (1 - 0)  | 107e Battaglia | Spectateurs : 9 370 Arbitrage : Tobias Stieler | Spectateurs : 9 370 Arbitrage : Tobias Stieler |
| 19h00 CET    | Rapport        |          |                | Spectateurs : 9 370 Arbitrage : Tobias Stieler | Spectateurs : 9 370 Arbitrage : Tobias Stieler |

| 8 mars 2018 | Borussia Dortmund | 1 - 2   | RB Salzbourg           | Signal Iduna Park, Dortmund                    |                                                |
| 19h00 CET   | Schürrle 62e      | (0 - 0) | 49e (pen.) 56e Berisha | Spectateurs : 53 700 Arbitrage : Slavko Vinčić | Spectateurs : 53 700 Arbitrage : Slavko Vinčić |
| 19h00 CET   | Rapport           |         |                        | Spectateurs : 53 700 Arbitrage : Slavko Vinčić | Spectateurs : 53 700 Arbitrage : Slavko Vinčić |

| 15 mars 2018 | RB Salzbourg | 0 - 0   | Borussia Dortmund | Red Bull Arena, Salzbourg                       |                                                 |
| 21h05 CET    |              | (0 - 0) |                   | Spectateurs : 29 520 Arbitrage : Benoît Bastien | Spectateurs : 29 520 Arbitrage : Benoît Bastien |
| 21h05 CET    | Rapport      |         |                   | Spectateurs : 29 520 Arbitrage : Benoît Bastien | Spectateurs : 29 520 Arbitrage : Benoît Bastien |

| 8 mars 2018 | AC Milan | 0 - 2   | Arsenal FC                    | Stade San Siro, Milan                           |                                                 |
| 19h00 CET   |          | (0 - 2) | 15e Mkhitaryan · 45+4e Ramsey | Spectateurs : 72 821 Arbitrage : Clément Turpin | Spectateurs : 72 821 Arbitrage : Clément Turpin |
| 19h00 CET   | Rapport  |         |                               | Spectateurs : 72 821 Arbitrage : Clément Turpin | Spectateurs : 72 821 Arbitrage : Clément Turpin |

| 15 mars 2018 | Arsenal FC                         | 3 - 1   | AC Milan       | Emirates Stadium, Londres                       |                                                 |
| 21h05 CET    | Welbeck 39e (pen.) 86e · Xhaka 71e | (1 - 1) | 35e Çalhanoğlu | Spectateurs : 58 973 Arbitrage : Jonas Eriksson | Spectateurs : 58 973 Arbitrage : Jonas Eriksson |
| 21h05 CET    | Rapport                            |         |                | Spectateurs : 58 973 Arbitrage : Jonas Eriksson | Spectateurs : 58 973 Arbitrage : Jonas Eriksson |

## Quarts de finale
Le tirage au sort des quarts de finale s'est déroulé le 16 mars 2018 à 13h00 CET à la Maison du football européen (Nyon, Suisse). Les matchs aller se jouent le 5 avril et les matchs retour le 12 avril 2018.
| Équipe          | Aller | Total | Retour | Équipe                 |
| --------------- | ----- | ----- | ------ | ---------------------- |
| RB Leipzig      | 1 - 0 | 3 - 5 | 2 - 5  | Olympique de Marseille |
| Arsenal FC      | 4 - 1 | 6 - 3 | 2 - 2  | CSKA Moscou            |
| Atlético Madrid | 2 - 0 | 2 - 1 | 0 - 1  | Sporting CP            |
| Lazio Rome      | 4 - 2 | 5 - 6 | 1 - 4  | RB Salzbourg           |

| 5 avril 2018 | RB Leipzig   | 1 - 0   | Olympique de Marseille | Red Bull Arena, Leipzig                                   |                                                           |
| 21h05 CET    | Werner 45+1e | (1 - 0) |                        | Spectateurs : 34 043 Arbitrage : Alberto Undiano Mallenco | Spectateurs : 34 043 Arbitrage : Alberto Undiano Mallenco |
| 21h05 CET    | Rapport      |         |                        | Spectateurs : 34 043 Arbitrage : Alberto Undiano Mallenco | Spectateurs : 34 043 Arbitrage : Alberto Undiano Mallenco |

| 12 avril 2018 | Olympique de Marseille                                              | 5 - 2   | RB Leipzig              | Stade Vélodrome, Marseille                     |                                                |
| 21h05 CET     | Ilsanker 6e (csc) · Sarr 9e · Thauvin 38e · Payet 60e · Sakai 90+4e | (3 - 1) | 2e Bruma · 55e Augustin | Spectateurs : 61 882 Arbitrage : Björn Kuipers | Spectateurs : 61 882 Arbitrage : Björn Kuipers |
| 21h05 CET     | Rapport                                                             |         |                         | Spectateurs : 61 882 Arbitrage : Björn Kuipers | Spectateurs : 61 882 Arbitrage : Björn Kuipers |

| 5 avril 2018 | Arsenal FC                               | 4 - 1   | CSKA Moscou | Emirates Stadium, Londres                       |                                                 |
| 21h05 CET    | Ramsey 9e 28e · Lacazette 23e (pen.) 35e | (4 - 1) | 15e Golovin | Spectateurs : 58 285 Arbitrage : Pavel Královec | Spectateurs : 58 285 Arbitrage : Pavel Královec |
| 21h05 CET    | Rapport                                  |         |             | Spectateurs : 58 285 Arbitrage : Pavel Královec | Spectateurs : 58 285 Arbitrage : Pavel Královec |

| 12 avril 2018 | CSKA Moscou                | 2 - 2   | Arsenal FC                 | VEB Arena, Moscou                             |                                               |
| 21h05 CET     | Chalov 39e · Nababkine 50e | (1 - 0) | 75e Welbeck · 90+2e Ramsey | Spectateurs : 29 284 Arbitrage : Felix Zwayer | Spectateurs : 29 284 Arbitrage : Felix Zwayer |
| 21h05 CET     | Rapport                    |         |                            | Spectateurs : 29 284 Arbitrage : Felix Zwayer | Spectateurs : 29 284 Arbitrage : Felix Zwayer |

| 5 avril 2018 | Atlético Madrid          | 2 - 0   | Sporting CP | Estadio Metropolitano, Madrid                   |                                                 |
| 21h05 CET    | Koke 1re · Griezmann 40e | (2 - 0) |             | Spectateurs : 53 301 Arbitrage : Sergei Karasev | Spectateurs : 53 301 Arbitrage : Sergei Karasev |
| 21h05 CET    | Rapport                  |         |             | Spectateurs : 53 301 Arbitrage : Sergei Karasev | Spectateurs : 53 301 Arbitrage : Sergei Karasev |

| 12 avril 2018 | Sporting CP | 1 - 0   | Atlético Madrid | Estádio José Alvalade XXI, Lisbonne            |                                                |
| 21h05 CET     | Montero 28e | (1 - 0) |                 | Spectateurs : 28 437 Arbitrage : Milorad Mažić | Spectateurs : 28 437 Arbitrage : Milorad Mažić |
| 21h05 CET     | Rapport     |         |                 | Spectateurs : 28 437 Arbitrage : Milorad Mažić | Spectateurs : 28 437 Arbitrage : Milorad Mažić |

| 5 avril 2018 | Lazio Rome                                          | 4 - 2   | RB Salzbourg                      | Stadio Olimpico, Rome                           |                                                 |
| 21h05 CET    | Lulić 8e · Parolo 49e · Anderson 74e · Immobile 77e | (1 - 1) | 30e (pen.) Berisha · 71e Minamino | Spectateurs : 42 538 Arbitrage : Ovidiu Haţegan | Spectateurs : 42 538 Arbitrage : Ovidiu Haţegan |
| 21h05 CET    | Rapport                                             |         |                                   | Spectateurs : 42 538 Arbitrage : Ovidiu Haţegan | Spectateurs : 42 538 Arbitrage : Ovidiu Haţegan |

| 12 avril 2018 | RB Salzbourg                                               | 4 - 1   | Lazio Rome   | Red Bull Arena, Salzbourg                      |                                                |
| 21h05 CET     | Dabour 56e · Haidara 72e · Hwang Hee-chan 74e · Lainer 76e | (0 - 0) | 55e Immobile | Spectateurs : 29 520 Arbitrage : Damir Skomina | Spectateurs : 29 520 Arbitrage : Damir Skomina |
| 21h05 CET     | Rapport                                                    |         |              | Spectateurs : 29 520 Arbitrage : Damir Skomina | Spectateurs : 29 520 Arbitrage : Damir Skomina |

## Demi-finales
Le tirage au sort des demi-finales s'est déroulé le 13 avril 2018 à 13h00 CET à la Maison du football européen (Nyon, Suisse). Les matchs aller se jouent le 26 avril et les matchs retour le 3 mai 2018.
| Équipe                 | Aller | Total | Retour   | Équipe          |
| ---------------------- | ----- | ----- | -------- | --------------- |
| Olympique de Marseille | 2 - 0 | 3 - 2 | 1 - 2 ap | RB Salzbourg    |
| Arsenal FC             | 1 - 1 | 1 - 2 | 0 - 1    | Atlético Madrid |

| 26 avril 2018 | Olympique de Marseille | 2 - 0   | RB Salzbourg | Stade Vélodrome, Marseille                      |                                                 |
| 21h05 CET     | Thauvin 15e · Njie 63e | (1 - 0) |              | Spectateurs : 62 312 Arbitrage : William Collum | Spectateurs : 62 312 Arbitrage : William Collum |
| 21h05 CET     | Rapport                |         |              | Spectateurs : 62 312 Arbitrage : William Collum | Spectateurs : 62 312 Arbitrage : William Collum |

| 3 mai 2018 | RB Salzbourg                                                   | 2 - 1 ap              | Olympique de Marseille                                                                              | Red Bull Arena, Salzbourg                       |                                                 |
| 21h05 CET  | Haidara 53e · Sarr 65e (csc)                                   | (0 - 0, 2 - 0, 2 - 0) | 116e Rolando                                                                                        | Spectateurs : 29 520 Arbitrage : Sergei Karasev | Spectateurs : 29 520 Arbitrage : Sergei Karasev |
| 21h05 CET  | Haidara 75e, 119e · Ramalho 84e · Ćaleta-Car 94e · Dabbur 117e | Rapport               | 35e Sarr · 39e Lopez · 57e Rami · 77e Germain · 84e Payet · 100e Amavi · 117e Rolando · 120+2e Pelé | Spectateurs : 29 520 Arbitrage : Sergei Karasev | Spectateurs : 29 520 Arbitrage : Sergei Karasev |

| 26 avril 2018 | Arsenal FC    | 1 - 1   | Atlético Madrid | Emirates Stadium, Londres                       |                                                 |
| 21h05 CET     | Lacazette 61e | (0 - 0) | 82e Griezmann   | Spectateurs : 59 066 Arbitrage : Clément Turpin | Spectateurs : 59 066 Arbitrage : Clément Turpin |
| 21h05 CET     | Rapport       |         |                 | Spectateurs : 59 066 Arbitrage : Clément Turpin | Spectateurs : 59 066 Arbitrage : Clément Turpin |

| 3 mai 2018 | Atlético Madrid | 1 - 0   | Arsenal FC | Estadio Metropolitano, Madrid                    |                                                  |
| 21h05 CET  | Costa 45+2e     | (1 - 0) |            | Spectateurs : 64 196 Arbitrage : Gianluca Rocchi | Spectateurs : 64 196 Arbitrage : Gianluca Rocchi |
| 21h05 CET  | Rapport         |         |            | Spectateurs : 64 196 Arbitrage : Gianluca Rocchi | Spectateurs : 64 196 Arbitrage : Gianluca Rocchi |

## Finale
La finale est jouée le mercredi 16 mai 2018 au Groupama Stadium à Décines-Charpieu.
| 16 mai 2018 | Olympique de Marseille | 0 - 3   | Atlético Madrid              | Groupama Stadium, Décines-Charpieu             |                                                |
| 20h45 CEST  |                        | (0 - 1) | 21e 49e Griezmann · 89e Gabi | Spectateurs : 55 768 Arbitrage : Björn Kuipers | Spectateurs : 55 768 Arbitrage : Björn Kuipers |
| 20h45 CEST  | Rapport                |         |                              | Spectateurs : 55 768 Arbitrage : Björn Kuipers | Spectateurs : 55 768 Arbitrage : Björn Kuipers |